# Wieczna wolność
Wieczna wolność (tyt. oryg. Forever Free) – powieść science fiction amerykańskiego pisarza Joego Haldemana, wydana w 1999 r. Polską edycję wydała oficyna Zysk i S-ka w 2002 r. Powieść jest kontynuacją Wiecznej wojny. Trylogii dopełnia środkowa część Wieczny pokój, lecz występują w niej inni bohaterowie.

## Fabuła
Wiele lat po zawarciu pokoju z Tauranami garstka weteranów wojny galaktycznej żyje na zapomnianej przez Boga planecie. Są jednak całkowicie kontrolowani przez panujące klony Człowieka i Taurańczyka. Nie mogąc się z tym pogodzić porywają, jedyny w tej części wszechświata, statek kosmiczny i planują ucieczkę tam, gdzie nikt ich nie będzie kontrolował. Na przeszkodzie staje im jednak istota nadprzyrodzona.

## Adaptacja
Utwór został wydany  także w formie komiksu.